# Neolimonia domballah
Neolimonia domballah är en tvåvingeart som först beskrevs av Alexander 1939.  Neolimonia domballah ingår i släktet Neolimonia och familjen småharkrankar. Inga underarter finns listade i Catalogue of Life.